# ジョセフ・スタドラー
ジョセフ・スタドラー (Joseph F. Stadler、1880年6月12日- 1950年2月25日)は、アメリカ合衆国の元陸上競技選手。立ち高跳びを中心に活躍した選手で、1904年セントルイスオリンピックでは立ち高跳びで銀メダルを、立ち三段跳びにおいて銅メダルを獲得した選手である。両種目とも同僚のレイ・ユーリー(Ray Ewry)の前に敗れている。